# Polygalales
Poligalales es un orden de plantas dicotiledóneas, de la subclase Rosidae, y comprende 8 familias:
- Emblingiaceae
- Krameriaceae
- Malpighiaceae
- Polygalaceae
- Tremandraceae
- Trigoniaceae
- Vochysiaceae
- Xantofillaceae

Para la clasificación filogenética este orden ya no es pertinente.